# 下涅克
下涅克，是匈牙利托尔瑙州所辖的一个村。总面积32.05平方公里，总人口779，人口密度24.3人/平方公里（2011年1月1日）。